# I Want It All
I Want It All ist ein Lied der britischen Rockband Queen, das von deren Gitarristen Brian May geschrieben wurde und von David Richards produziert wurde. Es erschien im Mai 1989 auf dem Album The Miracle sowie als Single. Außerdem erschien das Lied auf den Kompilationsalben Greatest Hits II und Absolute Greatest.

## Kontext
I Want It All war eines der ersten der Lieder, die erschienen, nachdem Mercury seinen Bandkollegen mitgeteilt hatte, dass er HIV-krank war. I Want It All ist spürbar wild und vermittelt Aufruhr und Rebellion. May sagte über das Lied, dass es davon handle, Motivation zu haben und für eigene Ziele zu kämpfen. Es wurde unter anderem verwendet als motivierendes Lied für die afroamerikanische Jugend, als Anti-Apartheid-Lied (in Südafrika) und bei Demonstrationen für die Rechte von Homosexuellen.

## Musikvideo
Das Musikvideo zeigt die Bandmitglieder auf einer Bühne in einem Studio mit Neonscheinwerfern spielen.
Die Version im Musikvideo ist genauso wie die, die für Greatest Hits II verwendet wird, ein bisschen kürzer als die Albumversion.

## Besetzung
- Freddie Mercury: Leadgesang, Hintergrund- Gesang, Synthesizer
- Brian May: Hintergrundgesang, Co-Leadgesang, Leadgitarre, Akustische und elektrische Rhythmusgitarre
- Roger Taylor: Schlagzeug, Hintergrundgesang
- John Deacon: Bass

## Liveaufführungen
Da Mercury zum Zeitpunkt der Veröffentlichung des Liedes schon einen angeschlagenen Gesundheitszustand hatte, und Queen deshalb keine Konzerte mehr gab, wurde das Stück von Queen nur bei den Queen + Paul Rodgers, bzw. Queen + Adam Lambert-Tourneen aufgeführt.
Während des Freddie Mercury Tribute Concert sang Roger Daltrey den Song. Tony Iommi verstärkte die Band als zweiter Gitarrist.

## Kommerzieller Erfolg

### Chartplatzierungen
| ChartsChartplatzierungen       | Höchstplatzierung | Wochen |
| ------------------------------ | ----------------- | ------ |
| Deutschland (GfK)              | 9 (17 Wo.)        | 17     |
| Österreich (Ö3)                | 11 (14 Wo.)       | 14     |
| Schweiz (IFPI)                 | 8 (14 Wo.)        | 14     |
| Vereinigte Staaten (Billboard) | 50 (10 Wo.)       | 10     |
| Vereinigtes Königreich (OCC)   | 3 (7 Wo.)         | 7      |

| ChartsJahrescharts (1989) | Platzierung |
| ------------------------- | ----------- |
| Deutschland (GfK)         | 47          |

Abgesehen davon erzielte Queen auch in anderen Ländern Top-10-Platzierungen, unter anderem in den Niederlanden, wo sie einen 2. Platz erreichten, Neuseeland und Irland, wo sie einen 3. Platz erreichten, Italien (Platz 7) und Norwegen, wo sie den 4. Platz erreichten.
In den Vereinigten Staaten erreichten sie in den Billboard Hot 100 – wie man der Tabelle entnehmen kann – keine sehr hohe Chartplatzierung, jedoch erreichten sie in den Billboard Mainstream Rock Song Charts ebenfalls einen 3. Platz.

### Auszeichnungen für Musikverkäufe
| Land/Region                  | Auszeichnungen für Musikverkäufe (Land/Region, Auszeichnung, Verkäufe) | Verkäufe |
| ---------------------------- | ---------------------------------------------------------------------- | -------- |
| Italien (FIMI)               | Gold                                                                   | 25.000   |
| Spanien (Promusicae)         | Gold                                                                   | 30.000   |
| Vereinigte Staaten (RIAA)    | Gold                                                                   | 500.000  |
| Vereinigtes Königreich (BPI) | Silber                                                                 | 200.000  |
| Insgesamt                    | 1× Silber · 3× Gold ·                                                  | 755.000  |

Hauptartikel: Queen (Band)/Auszeichnungen für Musikverkäufe